# Střední škola technická a dopravní Ostrava-Vítkovice
Střední škola technická a dopravní Ostrava-Vítkovice je střední škola zaměřená na technické obory převážně s dopravní tematikou. Sídlo školy se nachází na ulici Moravská v Ostravě-Vítkovicích, ale vyučování žáků probíhá na vedlejší budově teoretického vyučování na ulici Středulinského.
Škola nabízí učební i maturitní obory, po kterých mohou studenti pokračovat ve studiu na vysokých školách. Součástí studia u vybraných oborů je získání řidičského průkazu skupiny B a skupiny C, či profesního průkazu.